# Edifici al carrer del Pont, 13 (Caldes de Montbui)
L'Edifici al carrer del Pont, 13 és una casa de Caldes de Montbui (Vallès Oriental) protegida com a bé cultural d'interès local.

## Descripció
És un edifici entre mitgeres de planta baixa i dos pisos amb coberta a diverses vessants de teula àrab. L'estructura és de murs de càrrega i forjats unidireccionals de bigues i biguetes, que antigament eren de fusta però amb els anys s'han substituït. A la façana s'obren, a la planta baixa, tres obertures de grans dimensions: la del centre és la porta d'entrada d'arc de mig punt adovellat, la de la dreta és una finestra quadrangular i la de l'esquerra és la porta del garatge i té una forma molt similar a la finestra. Al primer pis hi ha dos balcons amb les obertures rectangulars i al segon pis hi ha una sola finestra al centre de la façana, de forma quadrada. L'acabat de la façana és un arrebossat pintat, remarcant amb un altre color els forats i el contorn de la façana.